# Savdsavärri
Savdsavärri är en kulle i Finland. Den ligger i Utsjoki kommun i landskapet Lappland, i den norra delen av landet, 1 000 km norr om huvudstaden Helsingfors. Toppen på Savdsavärri är 410 meter över havet, eller 90 meter över den omgivande terrängen. Bredden vid basen är 6,2 km. Savdsavärri ingår i Paistunturit.
Terrängen runt Savdsavärri är huvudsakligen platt. Trakten runt Savdsavärri är nära nog obefolkad, med mindre än två invånare per kvadratkilometer. Det finns inga samhällen i närheten. Omgivningarna runt Savdsavärri är i huvudsak ett öppet busklandskap.